# Chinjenje
Chinjenje, também grafada como Tchindjenje e Chindijenje, é uma cidade e município da província do Huambo, em Angola.
Tem 800 km² e cerca de 9 mil habitantes. É limitado a norte pelo município do Balombo, a leste pelo município de Ucuma e a sul e a oeste pelo município da Ganda. 
O município é constituído pela comuna-sede, correspondente à cidade de Chinjenje, e pela comuna de Chiaca.